# میخائیل چیائوریلی
میخائیل چیائوریلی (گرجی: მიხეილ ჭიაურელი؛ ۶ فوریهٔ ۱۸۹۴ – ۳۱ اکتبر ۱۹۷۴) کارگردان فیلم، فیلم‌نامه‌نویس، بازیگر و سیاستمدار اهل امپراتوری روسیه بود.
از فیلم‌ها یا برنامه‌های تلویزیونی که وی در آن نقش داشته‌است می‌توان به قلعه سورام اشاره کرد.
وی همچنین برندهٔ جوایزی همچون جایزه هنرمند مردمی اتحاد جماهیر شوروی و نشان لنین شده‌است.